# De Pelikaan (molen)
De Pelikaan is de naam van een ronde stenen korenmolen aan de Hoogstraat 91 aan het Maaskantje die in 1864 werd gebouwd. Het is een type beltmolen.

## Geschiedenis
De molen werd in 1864 gebouwd in opdracht van C. van de Westelaken. Na 1870 waren van deze familie de eigenaren: Francis, Antony en Andreas (tot 1908). Daarna werd H.A. Eetgerink eigenaar, totdat de molen in 1922 in brand geraakte.
In 1924 kwam de herbouw van de molen gereed en kwam de molen in handen van de familie Toelen.
Eerst was dit Martinus Toelen en vanaf 1949 Jan Toelen, die in de molen een mechanische maalderij begon, waardoor voor de molen zelf een periode van verval begon. Later werd de molen gerestaureerd en ook maalvaardig gemaakt.
In de molen is een drukbeklante meng- en kleindiervoederzaak. Er wordt ook nog steeds gemalen met de maalstoel, aangedreven door de antieke dieselmotor.

De molen is op afspraak met de molenaar nog steeds te bezichtigen.

## Verval
Ondertussen ging het in de jaren 90 van de 20ste eeuw met het onderhoud minder goed: de stenen romp lekte op diverse plaatsen. Grotendeels nog een gevolg van de brand van 1922. Door de felle brand in de stenen molen heeft dit een blijvende schade opgeleverd in de vorm van poreuze stenen.
In 2003 werd de molen in de steigers gezet. Door tegenvallers kon dit werk niet worden voltooid. Inmiddels is de steiger verwijderd, zonder dat het metselwerk volledig is hersteld. De toestand daarvan is dan ook nog steeds slecht. Als noodvoorziening zijn plastic zeilen over de romp gespannen. Wel werd er nog zo nu en dan gedraaid.

## Subsidie en restauratie
In de zomer van 2008 kregen veel molens in Nederland subsidie, maar vielen andere, zoals deze molen, buiten de prijzen. Eigenaar Jan Toelen, die vele jaren heeft geprobeerd, deze molen gerestaureerd te krijgen, was de situatie beu en vroeg een vergunning aan, om roeden en staart te mogen verwijderen.
Later werd toch weer een poging gedaan om restauratiesubsidie te krijgen, maar de situatie gaf veel zorgen.
Op 4 december 2008 werden de fokken en de ophekking verwijderd. De roeden mochten, op last van de RACM, niet worden verwijderd.
Op 5 december 2008 kwam het goede nieuws dat de molen alsnog een forse subsidie van de Provincie Noord-Brabant krijgt. Hiermee lijkt het grootste gevaar voor deze molen afgewend.
De molen is inmiddels compleet gerestaureerd, de potroeden zijn gerestaureerd. Er zijn geen fokwieken, maar Van Busselwieken opgekomen.

## Foto's

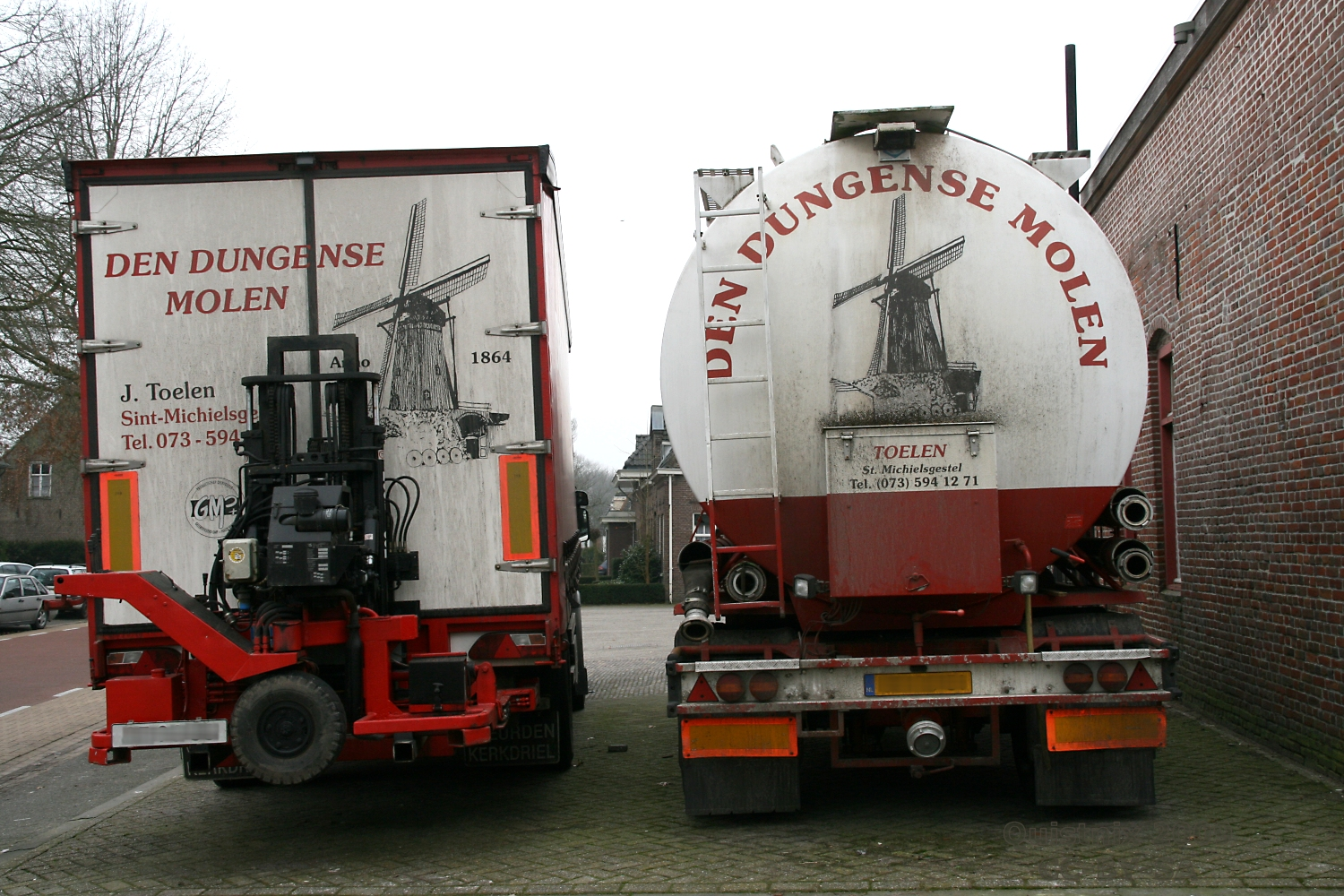
Zo kan de molen eruitzien
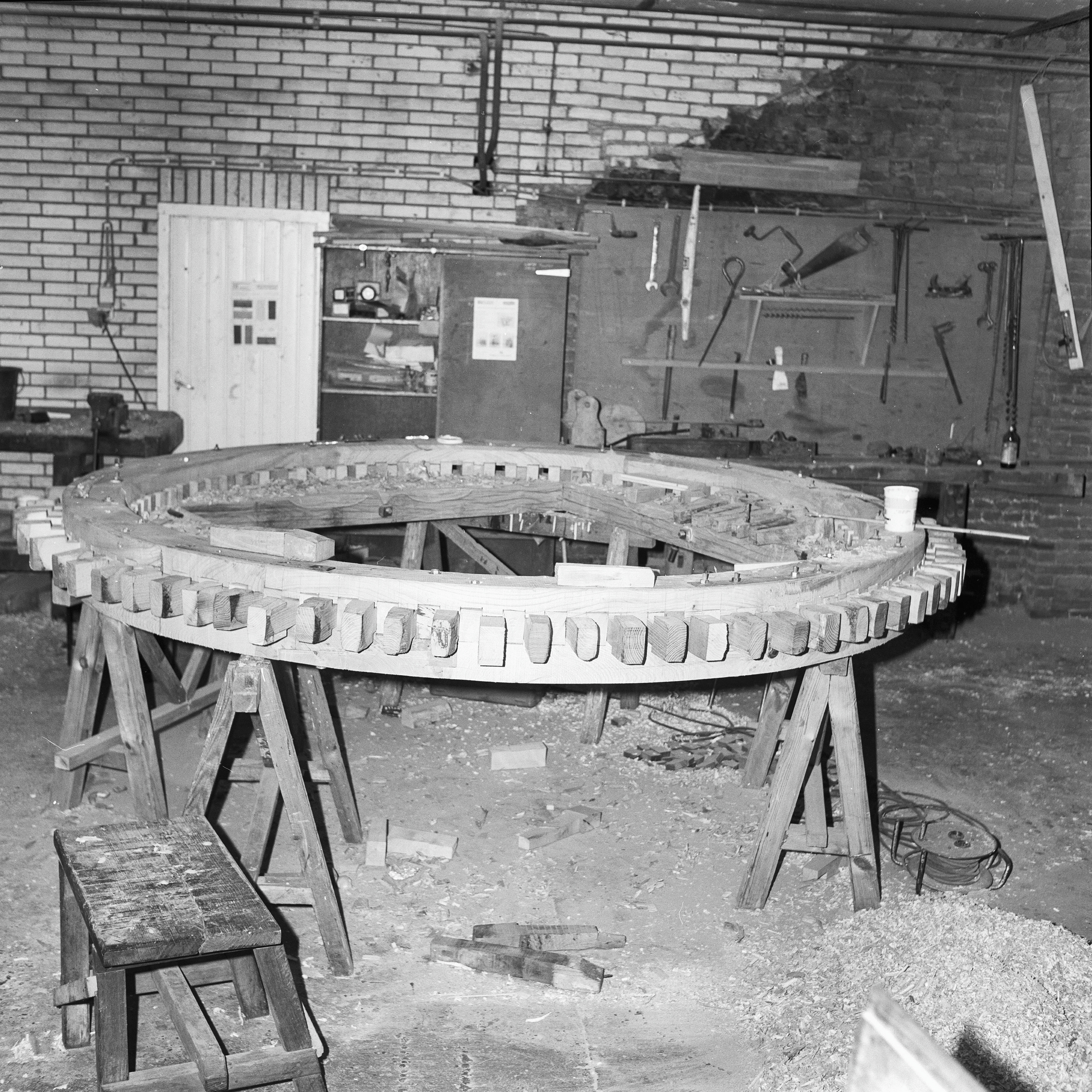
Interieur
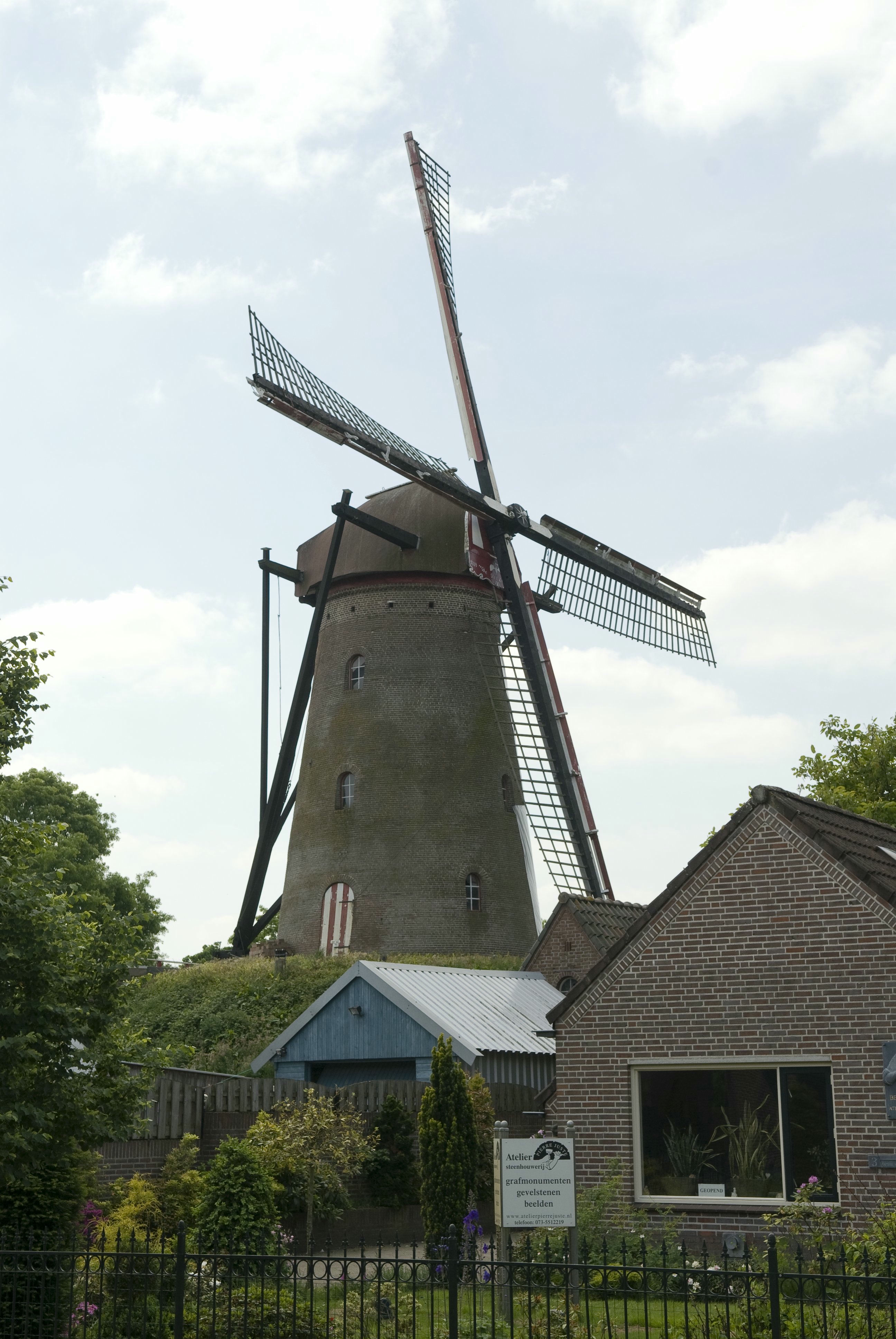
Overzicht van zijkant
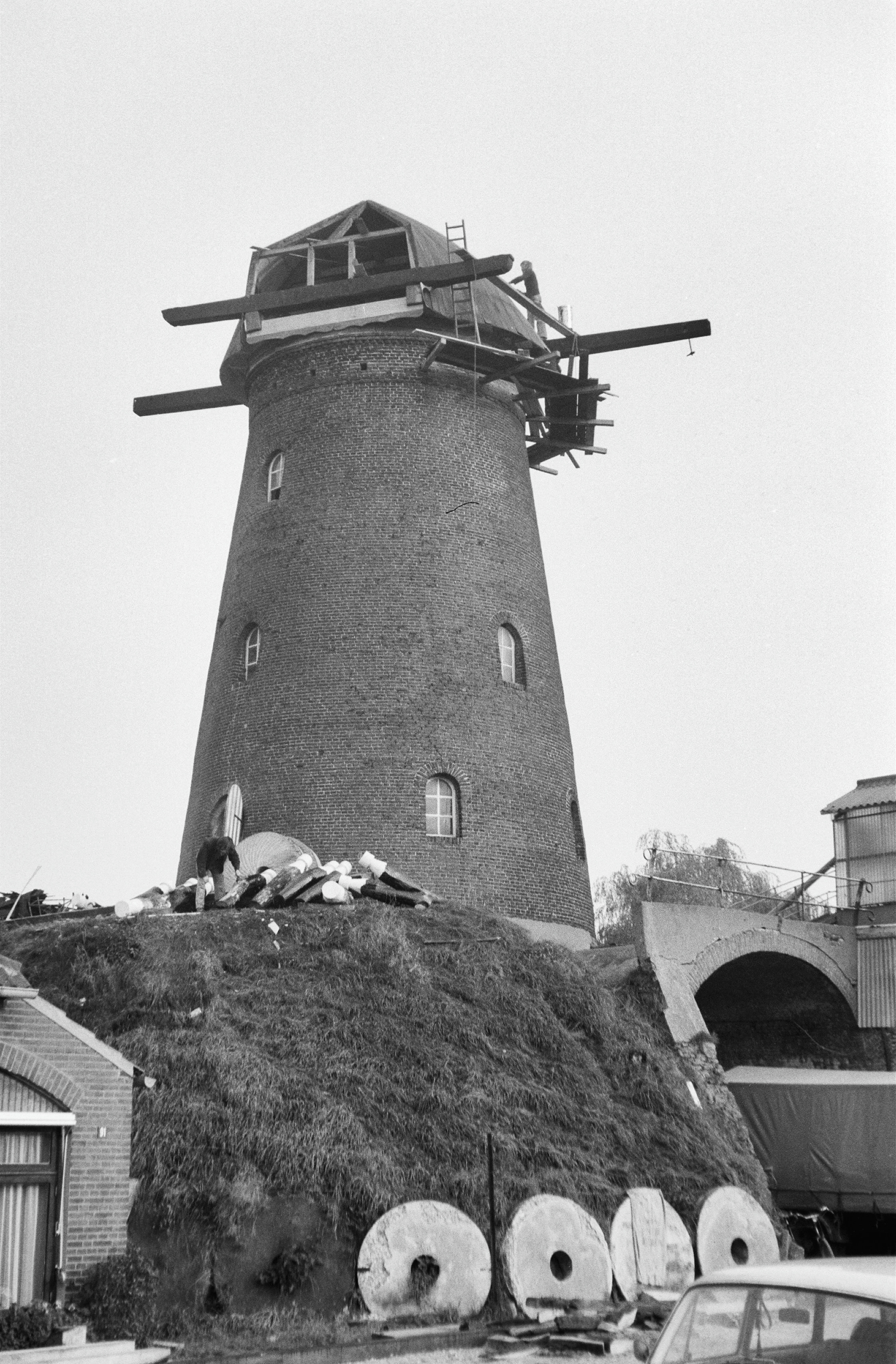
Tijdens restauratie